# Finhan
Finhan ist eine französische Gemeinde mit 1.475 Einwohnern (Stand: 1. Januar 2022) im Département Tarn-et-Garonne in der Region Okzitanien. Finhan gehört zum Arrondissement Montauban und zum Kanton Montech. Die Einwohner werden Finhanais genannt.

## Geographie
Finhan liegt etwa 15 Kilometer südwestlich von Montauban an der Garonne, die die westliche Gemeindegrenze bildet. Umgeben wird Finhan von den Nachbargemeinden Montech im Norden, Montbartier im Osten, Monbéqui im Süden sowie Mas-Grenier im Westen und Südwesten.
Der Ort liegt an der früheren Route nationale 123 (heutige D813).

## Bevölkerung
| Jahr      | 1962  | 1968 | 1975 | 1982 | 1990 | 1999 | 2006  | 2013  |
| --------- | ----- | ---- | ---- | ---- | ---- | ---- | ----- | ----- |
| Einwohner | 1.044 | 986  | 906  | 893  | 900  | 934  | 1.246 | 1.498 |

## Sehenswürdigkeiten

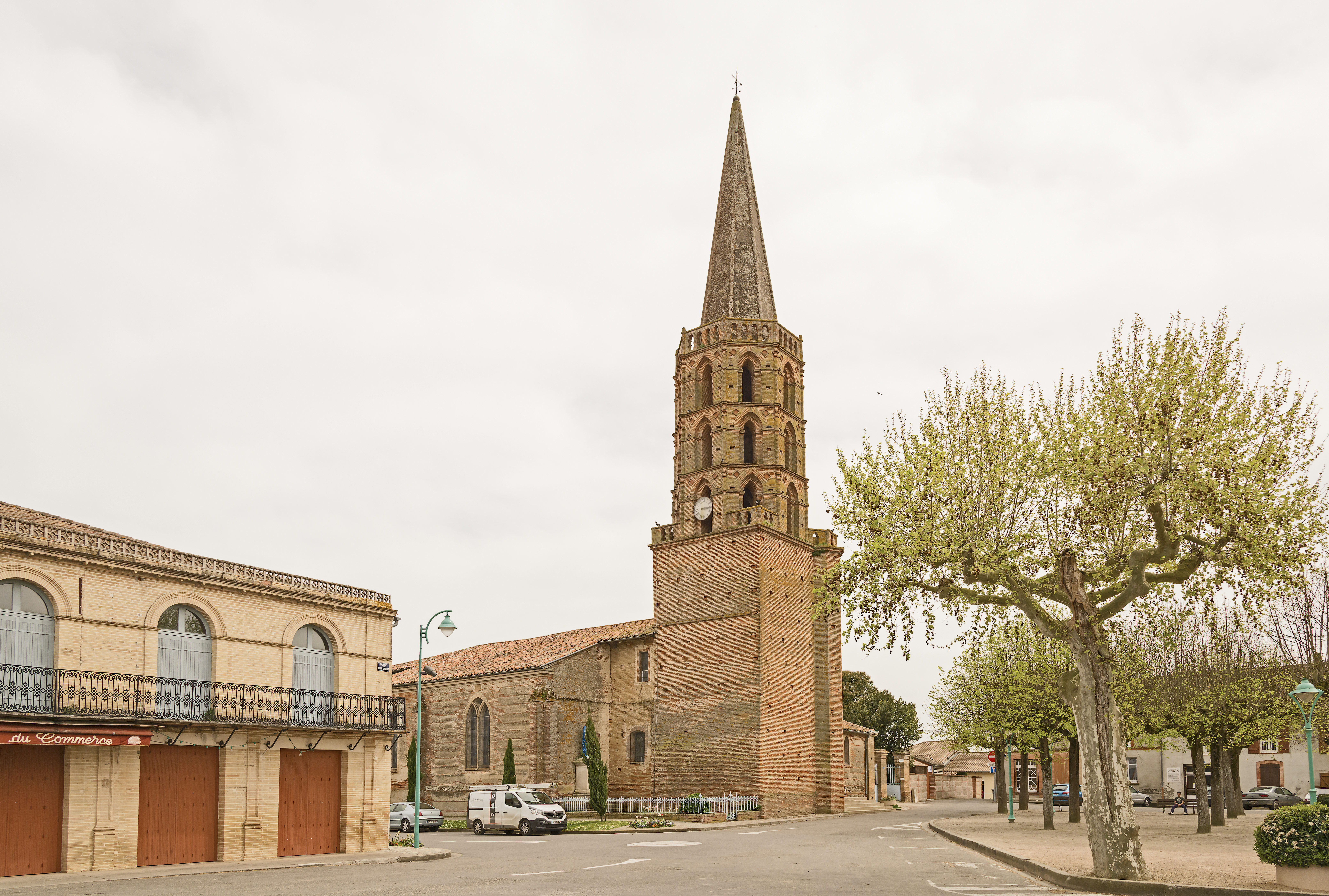
Kirche Saint-Martin
- Schloss Perignon
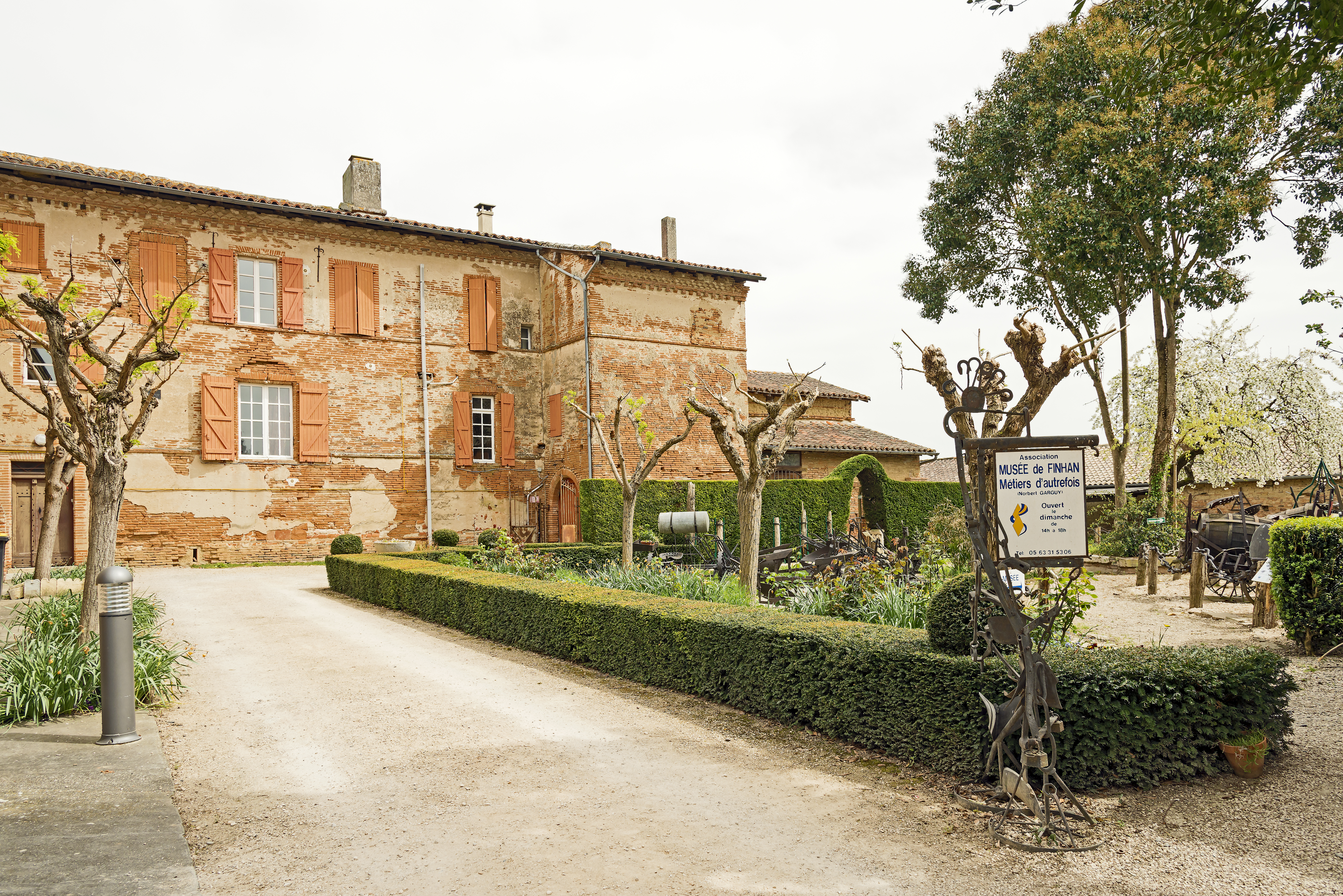
Museum
- Waschhaus

- Kirche Saint-Martin
- Museum